# Дехейвен, Флора Паркер
Флора Паркер Дехейвен (англ. Flora Parker DeHaven; 1 сентября 1883, Перт-Амбой, Мидлсекс, Нью-Джерси — 9 сентября 1950, Голливуд, Лос-Анджелес, Калифорния) — американская актриса. Выступала в актёрском тандеме со своим мужем, Картером Дехейвен. Вместе с мужем была одной из ведущих актрис компании Paramount-Artcraft Picture. Мать актрисы Глории Дехейвен.

## Биография
Родилась 1 сентября 1883 года в Перт-Амбой, Нью-Джерси. Рано проявила желание выступать на сцене.
Начала[когда?] выступать на сцене в Новом Орлеане. Играла ведущие роли в водевилях, поставленных Нэтом Гудвином, а затем играла в водевилях вместе со своим мужем. Она играла королеву в The Queen of Moulin Rouge.
Её дебют в кино состоялся в кинокомпании Universal Studios, откуда она перешла в кинокомпанию Metro-Goldwyn-Mayer, где играла главные роли во многих короткометражных комедиях вместе с мужем, а затем в компанию Paramount-Artcraft Picture, где также была задействована в главных ролях. В титрах к фильмам она часто обозначалась как миссис Картер Дехейвен (Mrs. Carter De Haven).
Умерла 9 сентября 1950 года в Голливуде, Калифорния, от сердечного приступа.